# Tizennégypettyes füsskata
A tizennégypettyes füsskata (Propylea quatuordecimpunctata) a rovarok (Insecta) osztályának a bogarak (Coleoptera) rendjébe, ezen belül a mindenevő bogarak (Polyphaga) alrendjébe és a katicabogárfélék (Coccinellidae) családjába tartozó faj.

## Előfordulása
A tizennégypettyes füsskata eredeti előfordulási területe Európa legnagyobb része. Sok évvel ezelőtt, akaratlanul behurcolták Észak-Amerikába. Azóta az Amerikai Egyesült Államok 16 nyugati államába, szándékosan telepítettek be újabb félmillió tizennégypettyes füsskatát, hogy azok kordában tartsák a Diuraphis noxia nevű levéltetvet. Ennek ellenére úgy tűnik, hogy még nem alakult ki életképes állomány ezen a kontinensen.

## Változatai
- Propylea quatuordecimpunctata var. suturalis Weise, 1879
- Propylea quatuordecimpunctata var. weisei Mader, 1931
- Propylea quatuordecimpunctata var. pedemontana Della Beffa, 1913
- Propylea quatuordecimpunctata var. frivaldskyi Sajo, 1882
- Propylea quatuordecimpunctata var. pannonica Sajo, 1882
- Propylea quatuordecimpunctata var. moravica Walter, 1882
- Propylea quatuordecimpunctata var. perlata Weise, 1879

## Megjelenése
Az állat testhossza 4-5 milliméter. Ennek az apró bogárnak az átlagos alapszíne, a sárga; rajta tizennégy kis fekete ponttal. Azonban egyéb színváltozatai is vannak.

## Életmódja
Mint a katicabogarak többsége, a szóban forgó faj is ragadozó életmódot folytat. Úgy a lárva, mint az imágó jelentős levéltetűpusztító.

## Szaporodása
Ennél a fajnál a bábállapot körülbelül két hétig tart.

## Képek

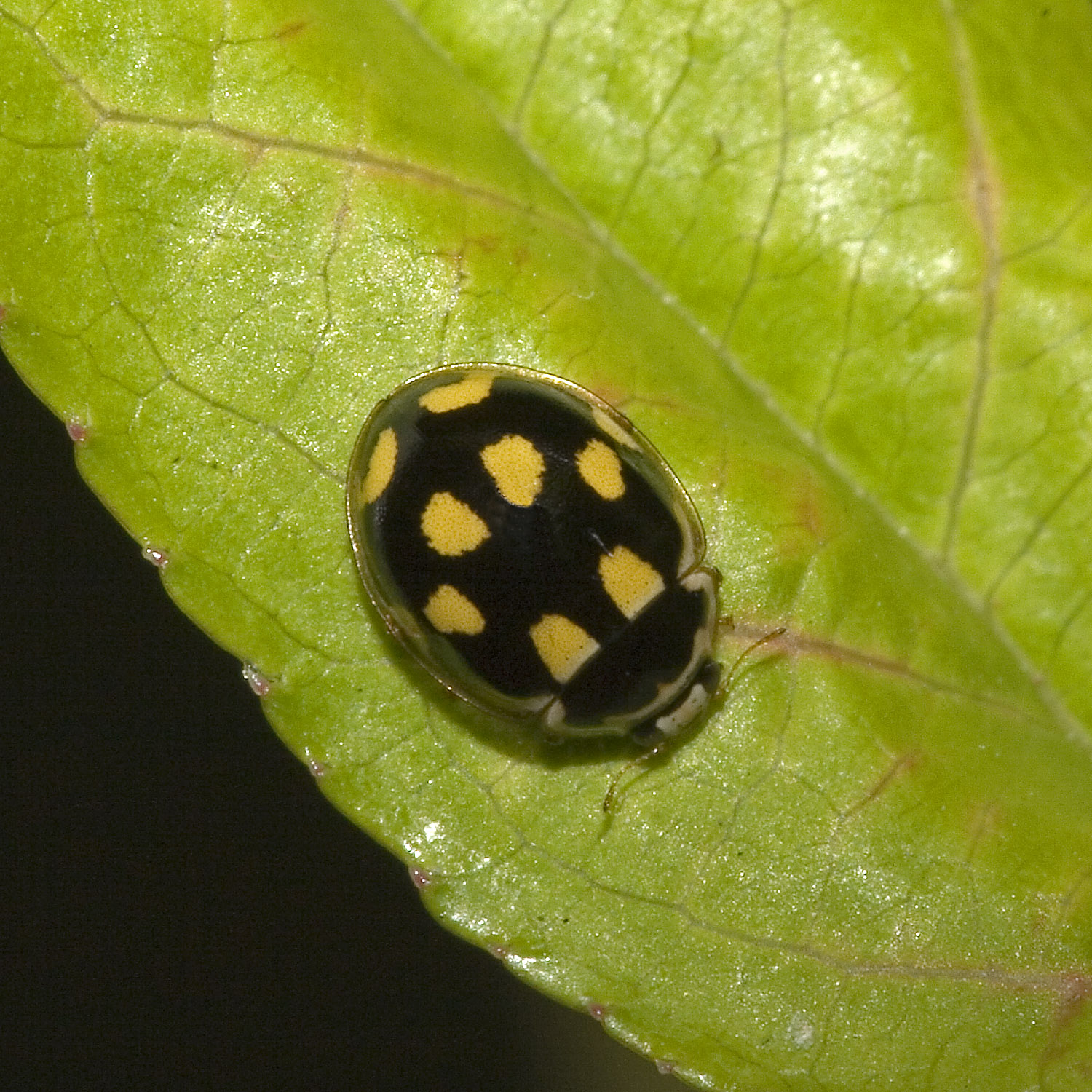
Sötét változat,
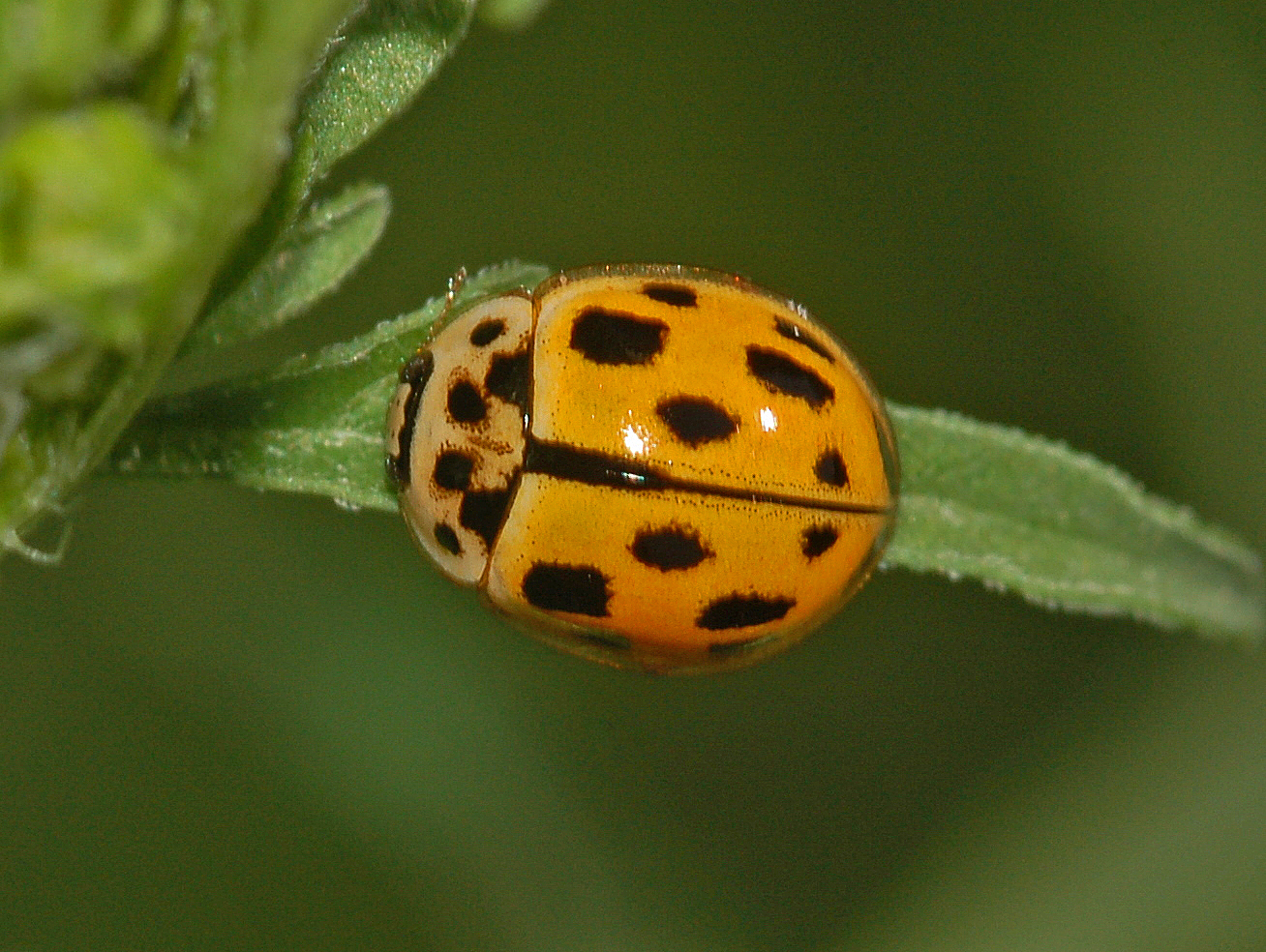
sárga változat
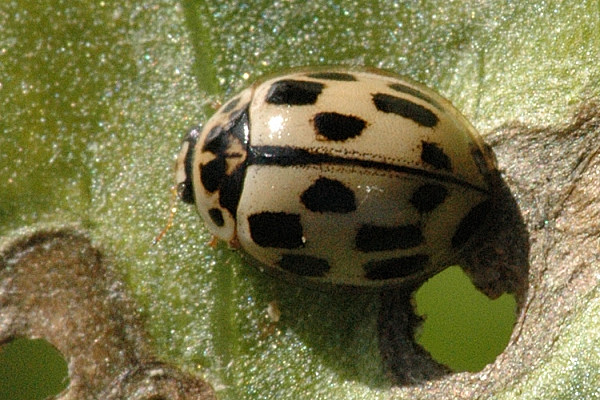
és világos változat
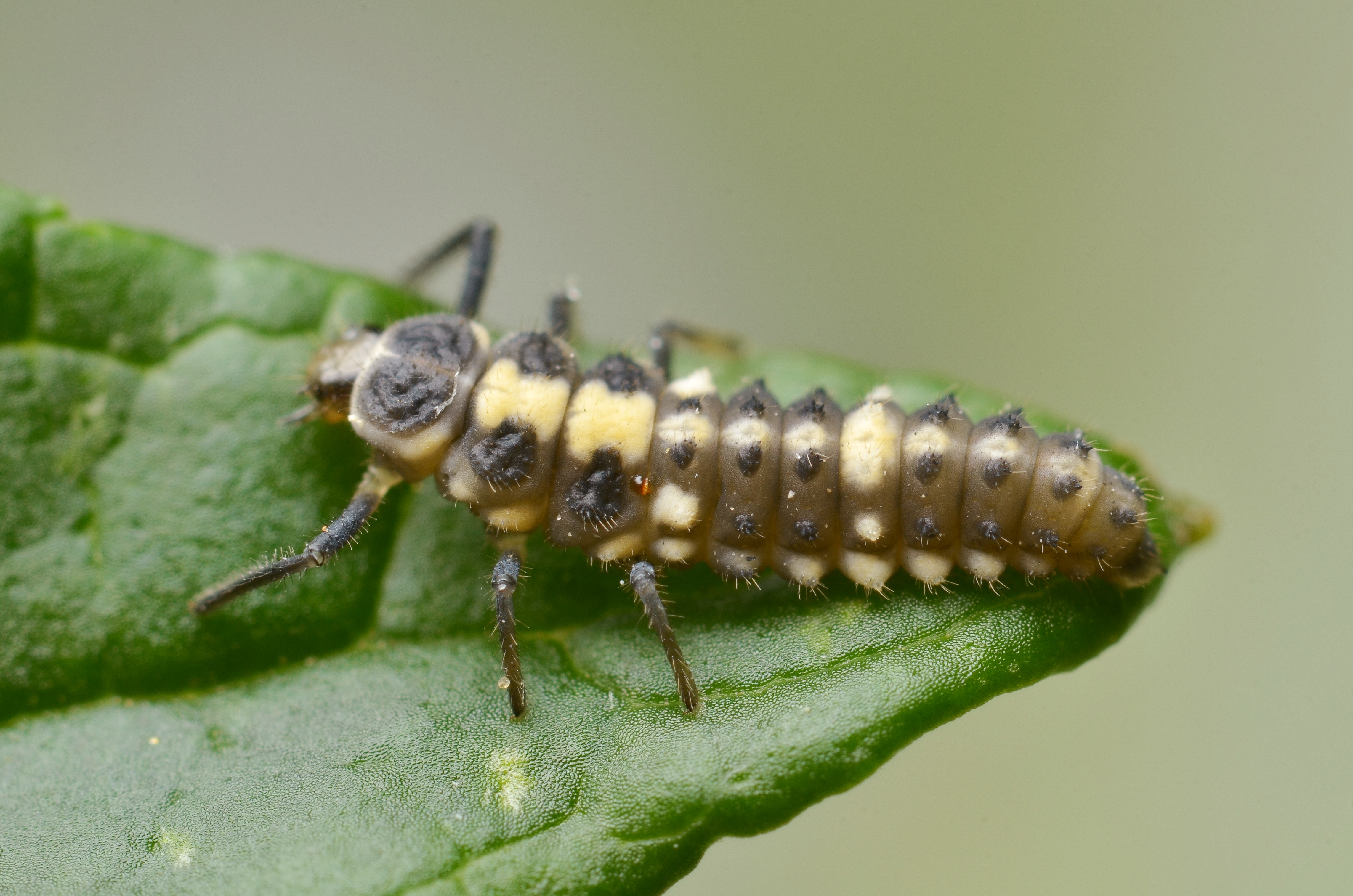
A lárva